# Joe Ruby
Joseph Joe Ruby (Los Ángeles, California, 30 de marzo de 1933-Westlake Village, California, 26 de agosto de 2020) fue un escritor de televisión, creador de dibujos animados y productor estadounidense. Fue conocido por ser quien dio vida a los personajes de la serie Scooby-Doo, Josie y las Gatimelódicas y Jabberjaw. Junto con su buen amigo Ken Spears, fue cofundador de la productora Ruby-Spears Productions.

## Scooby-Doo
- Scooby-Doo (1969-presente [repeticiones])
- Los 13 fantasmas de Scooby Doo (7 septiembre-7 de diciembre de 1985)
- Un cachorro llamado Scooby Doo (1988-1991)
- ¿Qué hay de nuevo, Scooby-Doo? (2002-2005)
- Shaggy y Scooby-Doo detectives (2006-2008)
- Scooby-Doo! Misterio Incorporado (2010-2013)

Muchas intervenciones adicionales a la serie Scooby-Doo llegaron antes de las ediciones más modernas, como Los nuevos misterios de Scooby-Doo y Scrappy. Hay una nueva película de Scooby-Doo la cual se estrenó en Cartoon Network titulada Scooby-Doo y la maldición del Monstruo del Lago. La primera serie de Scooby-Doo tuvo éxito, pero solo se mantuvo por dos temporadas. Ruby también creó la serie Scooby-esque Capitán Cavernícola.